# Collita griseola
Collita griseola là một loài bướm đêm thuộc phân họ Arctiinae, họ Erebidae. Nó được tìm thấy ở châu Âu và Bắc và Đông Nam Á.

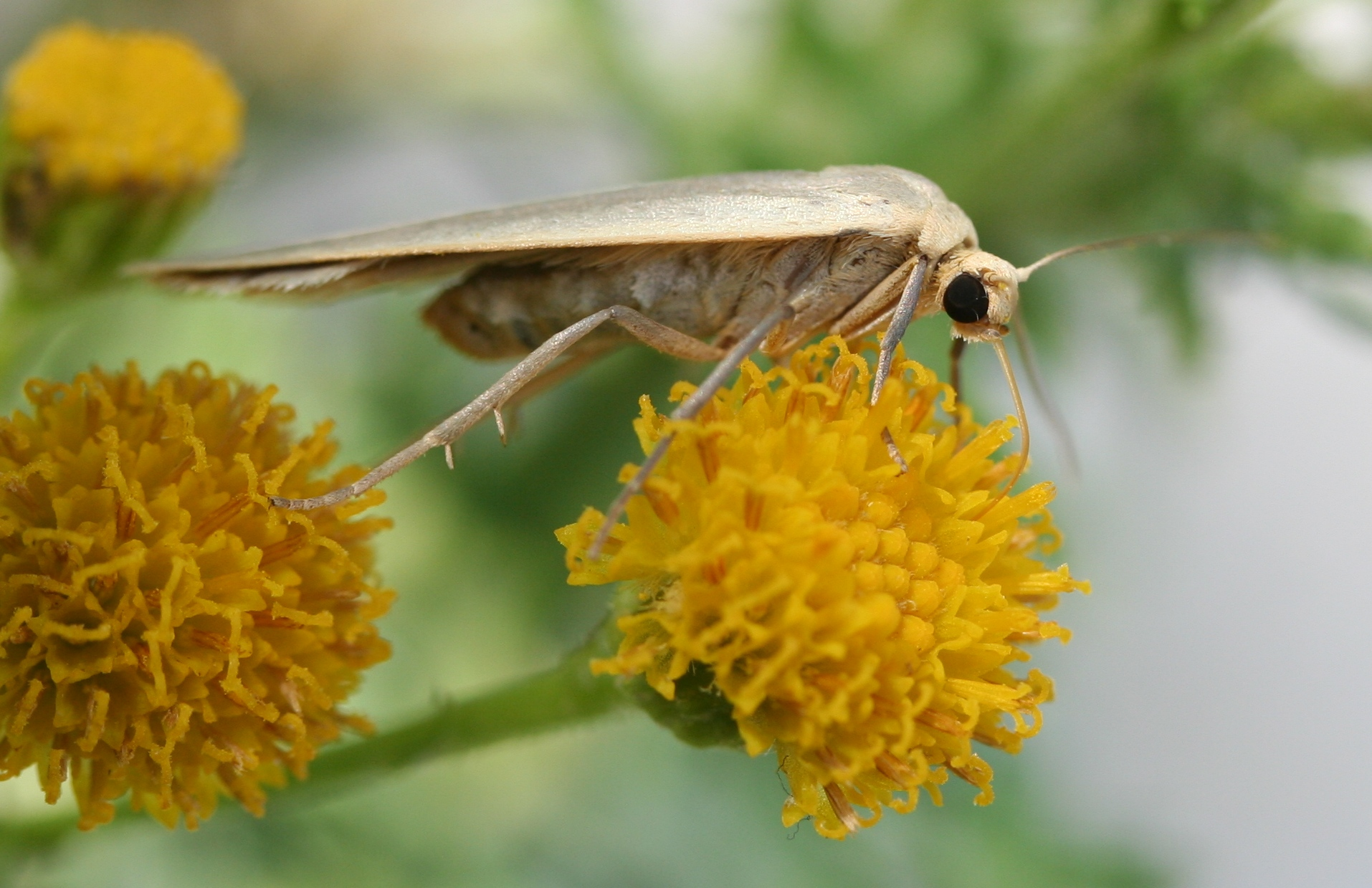

Sải cánh dài 32–40 mm. Con trưởng thành bay từ tháng 5 đến tháng 8 tùy theo địa điểm.
Ấu trùng ăn các loài địa y.

## Hình ảnh

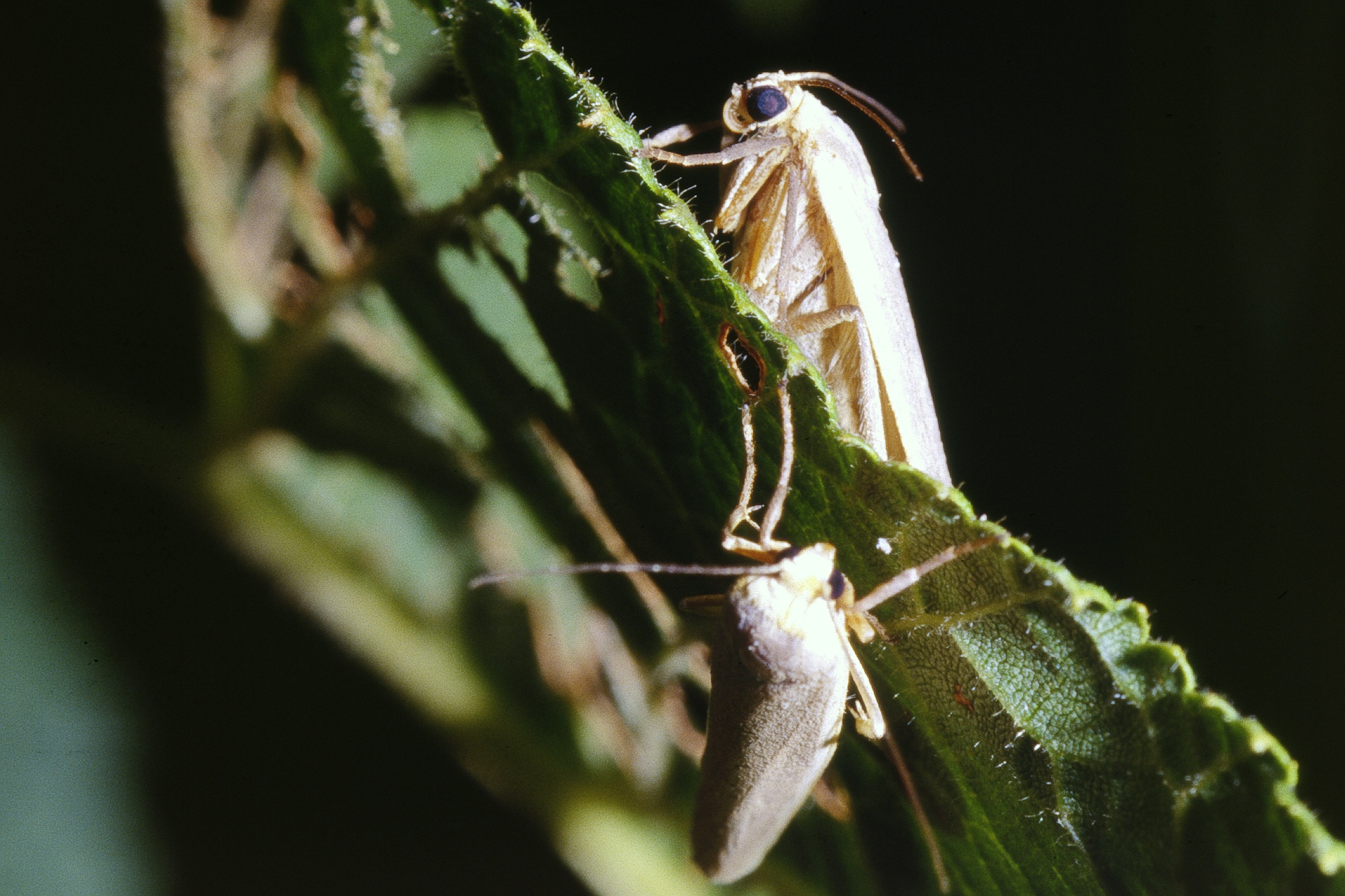
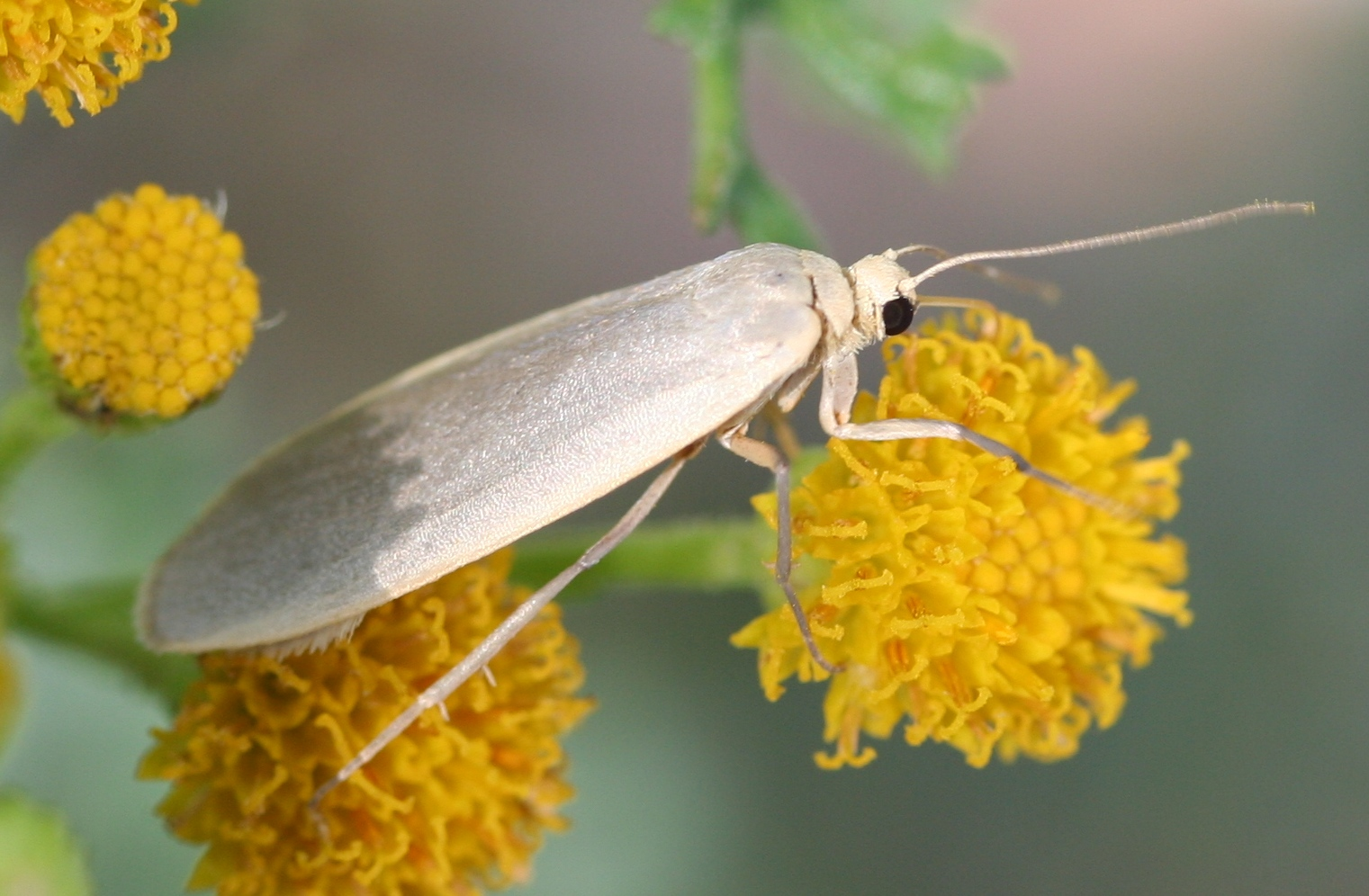
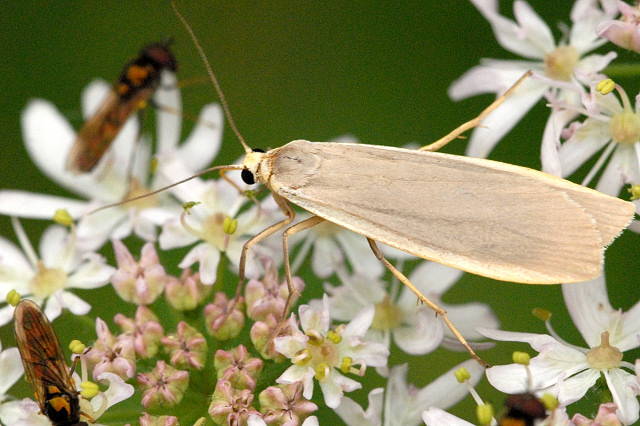
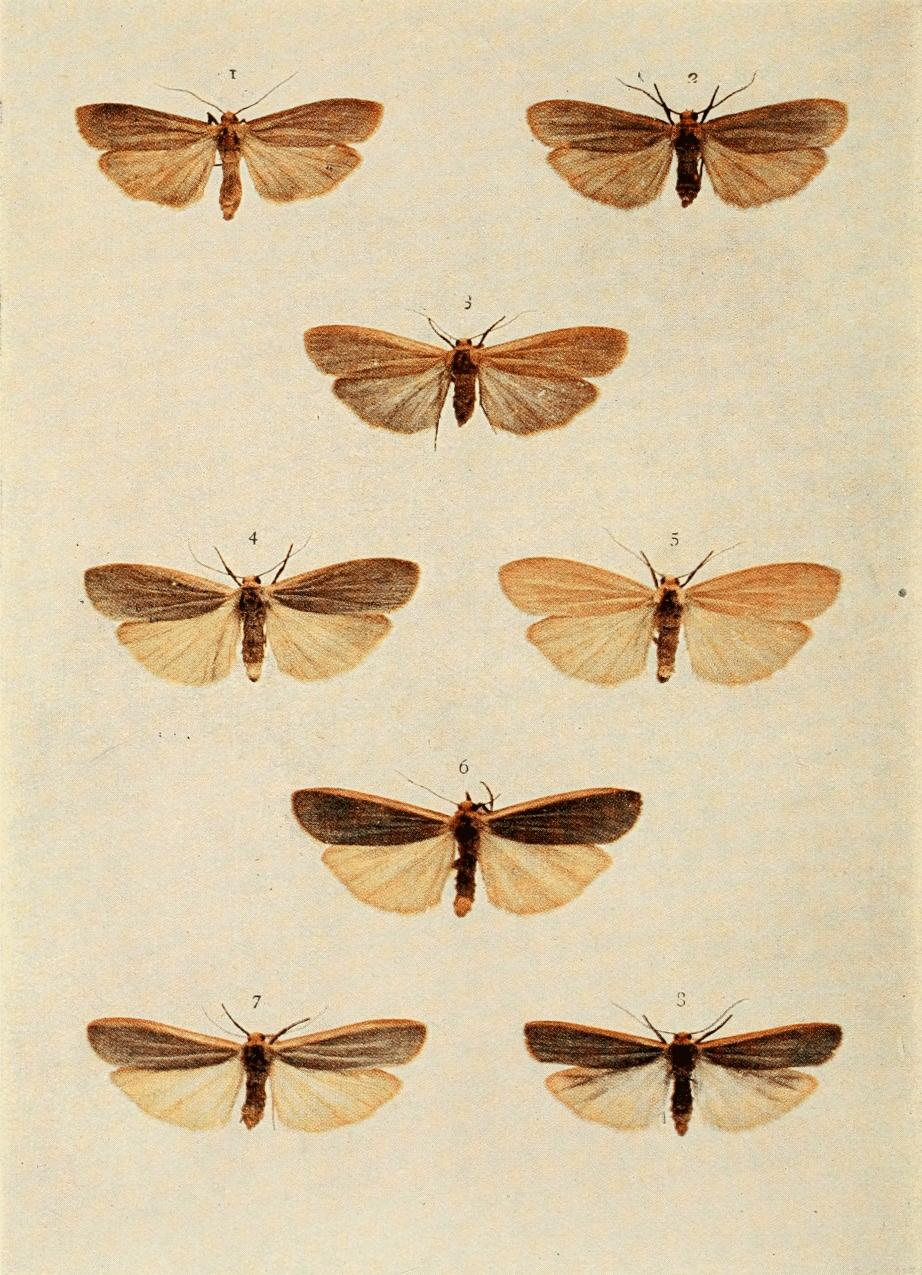